# زيتا الدب الأصغر
زيتا الدب الأصغر أو ζ الدب الأصغر، هو نجم أحادي في كوكبة الدب الأصغر القطبية الشمالية، ويشكل الجزء الشمالي الأقصى من الوعاء الذي في كويكبة "بنات نعش الصغرى". النجم ذو لون أبيض ويمكن رؤيته بشكل خافت بالعين المجردة بقدر بصري ظاهري قدره +4.28. ويقع على بعد قرابة 369 سنة ضوئية من الشمس بناءً على اختلاف المنظر، ولكنه يقترب أكثر بسرعة شعاعية تبلغ قرابة –13 كم / ثانية.